# Vouzela
Vouzela (vo(ou)'zɛlɐ) è un comune portoghese di 11 916 abitanti situato nel distretto di Viseu.

## Società

### Evoluzione demografica
| Popolazione di Vouzela (1849 – 2004) | Popolazione di Vouzela (1849 – 2004) | Popolazione di Vouzela (1849 – 2004) | Popolazione di Vouzela (1849 – 2004) | Popolazione di Vouzela (1849 – 2004) | Popolazione di Vouzela (1849 – 2004) | Popolazione di Vouzela (1849 – 2004) | Popolazione di Vouzela (1849 – 2004) | Popolazione di Vouzela (1849 – 2004) |
| ------------------------------------ | ------------------------------------ | ------------------------------------ | ------------------------------------ | ------------------------------------ | ------------------------------------ | ------------------------------------ | ------------------------------------ | ------------------------------------ |
| 1849                                 | 1900                                 | 1930                                 | 1960                                 | 1981                                 | 1991                                 | 2001                                 | 2004                                 |                                      |
| 7372                                 | 14168                                | 15164                                | 15641                                | 13407                                | 12477                                | 11916                                | 11807                                |                                      |

## Freguesias
- Alcofra
- Cambra e Carvalhal de Vermilhas
- Campia
- Fataunços e Figueiredo das Donas
- Fornelo do Monte
- Queirã
- São Miguel do Mato
- Ventosa
- Vouzela e Paços de Vilharigues